# 北谷賢司
北谷 賢司（きたたに けんじ）は、実業家。金沢工業大学院教授、KITコンテンツ&テクノロジー融合研究所所長、ブロードメディア株式会社独立社外取締役（監査等委員）、株式会社エフエム東京顧問、株式会社InterFM897非常勤取締役、三菱商事都市開発株式会社特別顧問などを務めている。
株式会社東京ドーム、ソニー株式会社(現:ソニーグループ株式会社)執行役員、Avex International Holdings Ltd.代表取締役社長、Anschutz Entertainment Groupエグゼクティブ・バイス・プレジデントアジア担当兼日本担当エグゼクティブ・ディレクター、ワシントン州立大学コミュニケーション学部栄誉教授、株式会社ワーナーミュージック・ジャパン会長などを歴任した。

## 経歴
- ワシントン州立大学コミュニケーション学部放送報道学科を卒業後、ウイスコンシン大学にて通信法、メディア・エンタメ産業経営を専攻し、1981年にこの領域で日本人初の博士号を取得。
- ワシントン州立大学助教授、インディアナ大学テレコミュニケーション学部経営研究所副所長といった学務と並行し、日本テレビ、TBSで国際事業顧問を務め、TBSメディア総研取締役、TBS米国法人上席副社長、東京ドーム取締役兼米国法人社長、ソニー本社執行役員兼米国本社エグゼクティブ・バイス・プレジデントを経て、2004年に帰国。
- ソニー特別顧問、ぴあ社外取締役、ローソン顧問、エイベックス国際ホールディングス社長、世界最大のエンタテイメント施設/スポーツ・ライブエンタメ複合企業のAEGのアジア担当エグゼクティブ・バイス・プレジデント兼日本代表を歴任。
- その間、1980年代に、日本テレビで「鉄腕アトム」や「バチカン・システナ聖堂壁画修復ドキュメンタリー」の英語版脚本の監修・制作、テレビ朝日でレーガン政権誕生報道番組キャスター、TBSで「世界バレーボール選手権」や「世界フィギュアスケート選手権」などの放映権獲得交渉を担当。 1990年代には、東京ドーム招聘興行担当役員としてNFL、NBA、ローリング・ストーンズの興行を日本初開催。ほか、U2、マドンナ、マイケル・ジャクソンなど多数アーティストを招聘し、博士号を持つ伝説のプロモーター「ドクターK」として世界的に著名に。
- 2018年から2019年、AEGのアジア担当EVP兼日本代表として、セリーヌ・ディオン、エド・シーランの来日ドーム公演も手掛け、同社の名古屋、大阪のアリーナ運用権の取得にも寄与した。
- 2021年12月AEG退任後は、三菱商事都市開発、NTTドコモ、乃村工藝社、FM東京、イスラエルInnoCan製薬の顧問、インターFM取締役、ブロードメディア監査役などを兼務。また、2000年からワシントン州立大学財団理事、2005年から2021年まで同レスター・スミス栄誉教授、2010年から金沢工業大学虎ノ門大学院教授、同コンテンツ＆テクノロジー融合研究所長といった、日米大学での教務も継続している。 2023年10月にDAZN Japan チェアマン（会長）に就任。2024年8月、ワーナーミュージック・ジャパン会長に就任[1]。
- 主な著書に『エンターテインメント・ビジネスの未来2020-2029』『同ポストパンデミック編』『エンタメの未来2031』（日経BP）、『ライブ・エンタテインメント新世紀』（ぴあ総合研究所）、『人を動かす力、お金を動かす力』（サンマーク出版）など。